# My Big Fat Greek Wedding
My Big Fat Greek Wedding (prt: Viram-se Gregos para Casar; bra: Casamento Grego) é um filme independente estadunidense do gênero comédia romântica de 2002 dirigido por Joel Zwick e escrito por Nia Vardalos, que também protagoniza o filme como Fotoula "Toula" Portokalos, uma mulher greco-americana de classe média que se apaixona por um homem não-grego branco anglo-saxão protestante de classe média alta Ian Miller. O filme recebeu críticas positivas dos críticos e, no Oscar 2003, foi indicado ao Oscar de melhor roteiro original.
My Big Fat Greek Wedding começou como uma peça autobiográfica escrita e estrelada por Vardalos, apresentada por seis semanas no Hudson Backstage Theater em Los Angeles no verão de 1997. Vardalos mais tarde afirmou que ela só escreveu a peça "para obter um agente melhor". A peça foi baseada na própria família de Vardalos em Winnipeg no Canadá e em sua experiência de se casar com um homem não-grego (ator Ian Gomez). A peça era popular, e foi vendida pagando do próprio bolso um anúncio no jornal, em parte devido à também comercialização de Vardalos através de igrejas ortodoxas gregas na área. Um número de executivos de Hollywood e celebridades viram a peça, incluindo a atriz Rita Wilson, que é de origem grega; Wilson convenceu seu marido, o ator Tom Hanks, a vê-lo também.
Vardalos começou a conhecer vários executivos sobre como fazer uma versão cinematográfica da peça e começou a escrever um roteiro também. No entanto, as reuniões se mostraram infrutíferas porque os executivos insistiram em fazer mudanças que eles achassem que tornariam o filme mais comercializável, o que Vardalos objetou: elas incluíam mudar o enredo, conseguir uma atriz conhecida no papel principal (Marisa Tomei era um nome mencionado). e mudando etnia da família para hispânica. Dois meses após o término da execução inicial da peça, a produtora de Hanks, Playtone, contatou Vardalos sobre a produção de um filme baseado em sua visão para ele; Eles também concordaram em remontar a peça no início de 1998, desta vez no Globe Theatre de Los Angeles. Hanks mais tarde disse que escalar Vardalos no papel principal "traz uma enorme quantidade de integridade à peça, porque é a versão de Nia de sua própria vida e sua própria experiência. Eu acho que isso aparece na tela e as pessoas reconhecem isso".
Em 2000, enquanto em Toronto fazia pré-produção para o filme, Vardalos e o produtor de Playtone Gary Goetzman escutaram o ator John Corbett (que estava na cidade gravando o filme Serendipity) em um bar, dizendo a um amigo sobre ter lido o roteiro de My Big Fat Greek Wedding, e chateado por não poder fazer as audições. Vardalos e Goetzman se aproximaram de Corbett e ofereceram a ele o papel de Ian Miller no local, que ele aceitou.
Um sucesso de bilheteria, My Big Fat Greek Wedding tornou-se um sucesso e durou muito com o seu lançamento limitado. Apesar de nunca ter atingido o primeiro lugar e de ser um filme independente com um orçamento de US$ 5 milhões, acabou arrecadando mais de US$ 368,7 milhões em todo o mundo, tornando-se um dos principais filmes românticos do século XXI. Foi o quinto filme de maior bilheteria de 2002 nos Estados Unidos e no Canadá, com US$ 241,438,208 e a comédia romântica de maior bilheteria da história. Nos Estados Unidos, também detinha o recorde de maior bilheteria nunca tendo sido o número um nas paradas de bilheteria semanais estadunidenses até o lançamento de 2016 do filme de animação Sing. No entanto, ajustado para a inflação, o número bruto de My Big Fat Greek Wedding eram ainda era maior, equivalente a US$ 322 milhões em 2016. O filme está entre os mais lucrativos de todos os tempos, com um retorno de 6150% sobre um custo de US$ 6 milhões para ser produzido.
O filme gerou uma franquia, que inspirou a curta série de TV de 2003, My Big Fat Greek Life, e uma sequência deste filme intitulada My Big Fat Greek Wedding 2, foi lançada em 25 de março de 2016.

## Sinopse
O filme My Big Fat Greek Wedding conta a história de Toula Portokalos (Nia Vardalos). Toula tem 30 anos, é grega e trabalha em Chicago, no restaurante da família (o '"Dancing Zorba"). Tudo o que o seu pai deseja é que ela arranje um bom marido grego, mas Toula quer algo mais na vida. A mãe convence então o marido a deixar a filha ter aulas de informática na universidade. Com estas aulas, ela toma conta da agência de viagens da tia, onde conhece Ian Miller (John Corbett), um WASP professor de inglês do liceu. Completamente o oposto do desejo de seu pai, ou seja, um não-grego.
Toula e Ian apaixonam-se e começam a namorar às escondidas, até a família dela descobrir tudo. O pai fica furioso e o resto da família fica em estado de choque com o fato de Toula namorar o rapaz. Mas o amor dos dois não acaba devido ao conflito gerado, e Kosta (Michael Constantine) aprende a aceitá-lo. Ian, por sua vez, tenta adaptar-se a esta grande família. A situação complica mais ainda quando Toula conhece os pais de Ian, que são completamente opostos á família de Toula, já que são do tipo mais calados e caseiros, e então chega o dia das duas famílias se conhecerem.[carece de fontes?]

## Elenco
- Nia Vardalos como Fotoula "Toula" Portokalos
- John Corbett como Ian Miller
- Lainie Kazan como Maria Portokalos
- Michael Constantine como Costas "Gus" Portokalos
- Andrea Martin como tia Voula
- Louis Mandylor como Nikos "Nick" Portokalos
- Gia Carides como prima Nikki
- Gerry Mendicino como tio Taki
- Joey Fatone como primo Angelo
- Bess Meisler como Yiayia (vovó)
- Stavroula Logothettis como Athena Portokalos
- Ian Gomez como Mike, padrinho de Ian; ele era o marido da vida real de Vardalos na época das filmagens
- Bruce Gray como Rodney Miller
- Fiona Reid como Harriet Miller
- Jayne Eastwood como Sra. White
- Arielle Sugarman como Paris Miller

## Produção

### Filmagem

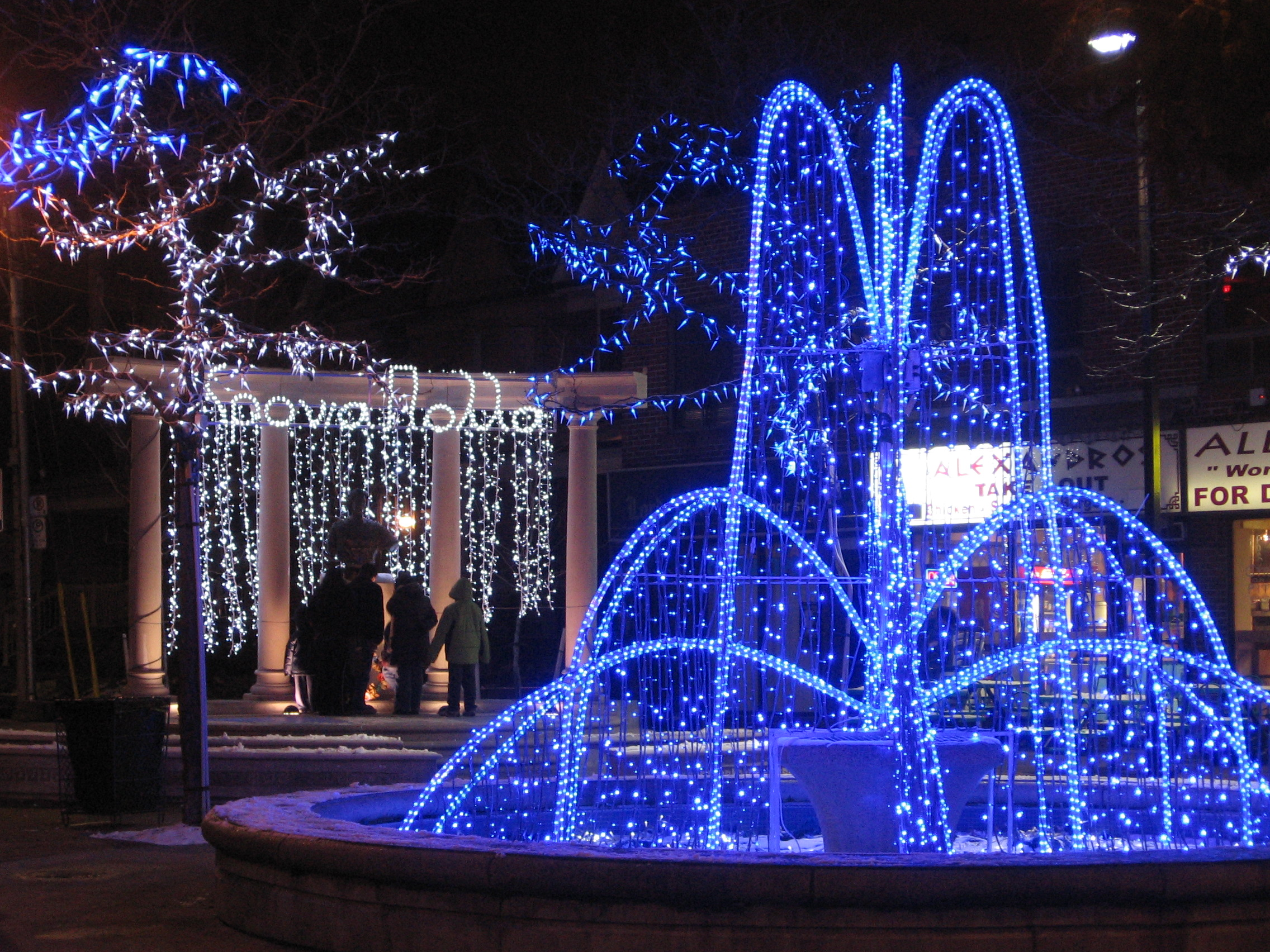
Partes do filme foram filmadas em Greektown, Toronto

Apesar de ser baseado na vida na comunidade grega de Winnipeg, o filme foi ambientado em Chicago e filmado em Toronto e Chicago. Universidade Ryerson e Greektown de Toronto aparecem proeminentemente no filme. A casa usada para representar a residência de Gus e Maria Portokalos (bem como a casa comprada ao lado no final do filme para Toula e Ian) está localizada em Glenwood Crescent, perto da O'Connor Drive, em East York. A casa real que representa a residência dos Portokalos, na verdade, tem a maior parte da ornamentação externa que foi mostrada no filme. Além disso, algumas partes menores do filme foram filmadas no Jarvis Collegiate Institute em Toronto.

### Recepção crítica
No Rotten Tomatoes, o filme tem uma classificação de aprovação de 76% com base em 129 avaliações, com uma classificação média de 6.7/10. O consenso crítico do site diz: "Embora às vezes pareça uma comédia de televisão, o My Big Fat Greek Wedding é de bom coração, amável e deliciosamente excêntrico, com um roteiro afiado e uma performance de liderança de Nia Vardalos". Em Metacritic, que atribui uma classificação com base em avaliações, o filme tem uma pontuação média de 62 em 100, com base em 29 críticos, indicando "avaliações geralmente favoráveis".

### Reconhecimento
- 2008: AFI's 10 Top 10:
  - Nomeado filme de comédia romântica[15]

### Edição do 10º aniversário
Em 2012, uma edição do décimo aniversário do filme foi lançada em DVD e Blu-ray. A edição contém uma cópia digital do filme e apresenta cenas deletadas , bem como uma retrospectiva de 30 minutos com Vardalos e Corbett.

## Ação judicial
O elenco (com exceção de Vardalos, que tinha um contrato separado), assim como a produtora de Hanks, Playtone, processaram o estúdio por sua parte dos lucros, segundo a acusação, a empresa Gold Circle que coproduziu o filme carece de transparência em suas contas e continua sem acabar de pagar o resto da equipe envolvida no filme.

## Legado

### Série de televisão
O filme inspirou a breve série de TV My Big Fat Greek Life, de 2003, com a maioria dos personagens principais interpretados pelos mesmos atores, com exceção de Steven Eckholdt substituindo Corbett como o marido. Corbett já havia assinado para a série de TV Lucky. Ele estava programado para aparecer como o melhor amigo do personagem de seu substituto, mas o show foi cancelado antes de aparecer. O programa recebeu críticas negativas dos críticos, observando as entradas aleatórias de personagens e os sérios "ajustes" da trama que não combinavam com o filme.
Os sete episódios da série estão disponíveis em DVD da Sony Pictures Home Entertainment, cuja produtora Sony Pictures Television produziu o show.

### Sequência
Em uma entrevista em 2009 para seu filme My Life in Ruins, perguntado sobre uma possível sequência de My Big Fat Greek Wedding, Vardalos afirmou que tinha uma ideia para uma sequência e começou a escrevê-la, insinuando que, assim como Ruins, o filme seria situado na Grécia. Em 27 de maio de 2014, vários veículos de notícias e meios de comunicação informaram que uma sequência estava em andamento. Nia Vardalos mais tarde confirmou isso via Twitter, e ela também escreveu um roteiro para o filme. O primeiro trailer para My Big Fat Greek Wedding 2 foi ao ar no The Today Show na NBC em 11 de novembro de 2015, e foi lançado em 25 de março de 2016 para críticas mistas dos críticos e bilheteria modesta.